# 빌드업 (축구)
빌드업(buildup)은 축구에서 상대팀의 압박을 이겨내고 상대팀 진영으로 전진하여 골을 넣기 위한 공격 전개 과정이다. 자기 진영에서의 빌드업과 미드필드 지역에서의 빌드업으로 나눌 수 있다. 